# The Stratford Residences
The Stratford Residences, también conocido como The Stratford Residences @ Picar Place, es un rascacielos superalto en construcción en Makati City, Filipinas. Es un proyecto de la promotora Picar Development. Inc., filial de AMA Group. Se planeó originalmente como un edificio de uso mixto (residencial y hotel), pero ahora está planeada como una torre residencial de primera clase. En la actualidad se está realizando la excavación para la construcción del edificio.
Tendrá 70 plantas y 312 metros de altura. Cuando se complete, será el edificio más alto de Filipinas, sobrepasando al vecino The Gramercy Residences.

## Anuncio del proyecto
El 15 de junio de 2011, el promotor Picar Development anunció que The Stratford Residences se completaría en 2015, convirtiéndose en el edificio más alto del país y que tendría una altura definitiva de 312 metros con 70 plantas. Picar Development, Inc., está construyendo Stratford Residences en una parcela con más de 3.500 metros cuadrados situada en Kalayaan Avenue, en Bel-Air, Picar Place, Makati.
"Más que solo altura, Stratford Residences pondrá el listón a los futuros proyectos residenciales de lujo en el Gran Manila," dijo Ambassador Amable R. Aguiluz V, presidente de Picar Development, Inc. Stratford Residences tendrá 1.124 unidades residenciales completamente amuebladas, que oscilarán entre estudios, 1 habitación, 2 habitaciones, 3 habitaciones y áticos.
Aguiluz dijo que la Hearst Tower y One Bryant Park en Nueva York, ambos rascacielos de primera calidad, sirvieron como inspiración para el diseño de Stratford Residences. El condominio residencial tiene un diseño plegado, premiado como uno de los mejores diseños de 2009 por BCI Asia, experta en el mercado inmobiliario. "Su fachada plegada no es solo estética, también ayuda a capturar y maximizar la presencia de luz natural y artificial," dijo Aguiluz.
El edificio ofecerá varios servicios, como un gimnasio, jardín de meditación, piscinas para niños y adultos, guardería para niños y zona de juegos. Tendrá también una biblioteca, una biblioteca musical, un mini-teatro privado, y salas para eventos. Los residentes dispondrán también de un conserje las 24 horas, un sistema de iluminación por control remoto y acceso Wi-Fi en todas las plantas.

## Diseño
Las imágenes virtuales del edificio muestran que tendrá un muro cortina exterior ondulado, y una extensión del revestimiento por encima de la azotea. Los colores exteriores de las imágenes virtuales desvelan que el color final no está aún decidido.
La planta baja y las tres primeras plantas contendrán el lobby, espacio comercial y los servicios del edificio. Las plantas 4 a 70 contendrán las unidades residenciales (las plantas 67 y 68 serán áticos). Los ocho sótanos se usarán como aparcamiento, que tendrá capacidad para 694 coches.
Se anunció también que el edificio tendrá ascensores de alta velocidad similares a los que se usan en los edificios de oficinas de Clase A y que tendrá iluminación nocturna.